# Cakes da Killa

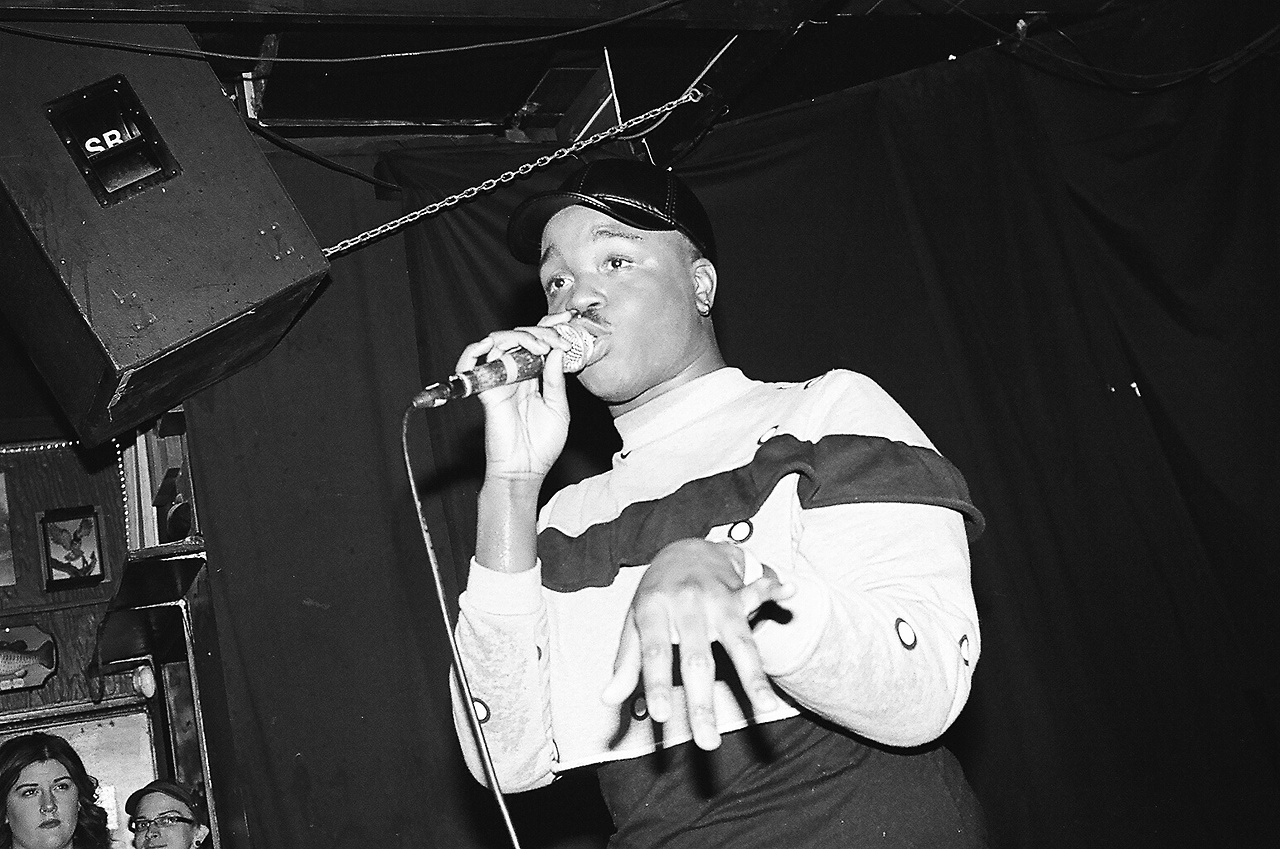
Bradshaw ao vivo em 2017

Rashard Bradshaw, mais conhecido pelo seu nome artístico de Cakes da Killa, é um rapper americano que funde os géneros musicais de hip hop, house e electronic dance music. Ganhou destaque com a "explosão queer" da música hip hop originada em Nova Iorque em 2012 e está entre os artistas creditados pela tendência atual de aceitação LGBTQ na comunidade rap. Bradshaw vive atualmente em Atlanta e o seu último disco, MUVALAND, um EP hip house, foi lançado em 13 de novembro de 2020 pela Classic Music Company.

## Discografia

### Álbuns
| Título   | Ano  | Editora  | Formato                  | Ref. |
| -------- | ---- | -------- | ------------------------ | ---- |
| Hedonism | 2016 | Ruffians | download digital, CD, LP |      |

### EPs
| Título                    | Ano  | Editora               | Formato          | Ref.  |
| ------------------------- | ---- | --------------------- | ---------------- | ----- |
| I Run This Club           | 2013 | Hot Mom USA           | download digital | [ 3 ] |
| I Run This Club (Remixes) | 2014 | Hot Mom USA           | download digital |       |
| #IMF                      | 2015 | Mishka NYC            | download digital | [ 4 ] |
| MUVALAND                  | 2020 | Classic Music Company | download digital |       |

### Compilação de canções
| Título                 | Ano  | Editora                            | Formato          | Ref.  |
| ---------------------- | ---- | ---------------------------------- | ---------------- | ----- |
| Easy Bake Oven, vol. 1 | 2011 | Downtown Mayhem, LLC / DTM Records | download digital | [ 5 ] |
| The Eulogy             | 2013 | Mishka NYC                         | download digital | [ 6 ] |
| Hunger Pangs           | 2014 | Mishka NYC                         | download digital |       |

### Músicas
| Título                                                  | Ano  | Álbum                     | Ref.   |
| ------------------------------------------------------- | ---- | ------------------------- | ------ |
| "Streets Talkin" (Bobby Lyte $ com Cakes da Killa)      | 2013 | Single sem álbum          | [ 7 ]  |
| "Give It To Me" (Astrolith com Cakes da Killa)          | 2014 | Muscle Memories           | [ 8 ]  |
| "Mirror Mirror" (Moonbase Commander com Cakes da Killa) | 2015 | Southpaw                  |        |
| "Drop Top" ( DJ Shiftee com Cakes da Killa)             | 2015 | Single sem álbum          |        |
| "Serve It Up" (com Moonbase Commander)                  | 2015 | Single sem álbum          |        |
| "Carry On" (Astrólito com Cakes da Killa)               | 2016 | Single sem álbum          | [ 9 ]  |
| "Up Out My Face" (com Peaches)                          | 2016 | Hedonism                  |        |
| "Novo Telefone (Quem Dis)"                              | 2016 | Hedonism                  |        |
| ""Shots Fired"                                          | 2017 | Shots Fired X Thirst Trap |        |
| "Thirst Trap"                                           | 2017 | Shots Fired X Thirst Trap |        |
| "Catch the Beat" (Honey Dijon com Cakes da Killa)       | 2017 | The Best Of Both Worlds   |        |
| "Talkin 'Greezy (Remix)" (com Injury Reserve)           | 2018 | Single sem álbum          |        |
| "Don't Make Cents" (com Proper Villains)                | 2018 | Single sem álbum          |        |
| "Bed Rest" (com LSDXOXO)                                | 2018 | Single sem álbum          |        |
| "Luv Me Nots"                                           | 2019 | Single sem álbum          |        |
| "You Could Neva" (com Astrolith & Ripparachie)          | 2019 | Single sem álbum          |        |
| "Pop Shit" (Rafia com Cakes da Killa)                   | 2020 | Single sem álbum          |        |
| "Free to Be" (com davOmakesbeats)                       | 2020 | Single sem álbum          |        |
| "DON DADA"                                              | 2020 | MUVALAND                  | [ 10 ] |
| "What's the Word" (com Proper Villains)                 | 2021 | Single sem álbum          |        |

### Participações especiais
| Título                                               | Ano  | Artista (s) original (is) | Álbum                  | Ref.   |
| ---------------------------------------------------- | ---- | ------------------------- | ---------------------- | ------ |
| "MayDay"                                             | 2011 | Rip The Ruler             | Downtown Mayhem Vol. 1 | [ 11 ] |
| "Black Madonna"                                      | 2012 | Big Momma                 | Batteries Not Included | [ 12 ] |
| "380"                                                | 2013 | Big Momma                 | Mommie Dearest         | [ 13 ] |
| "Whistle" (remix)                                    | 2013 | DJ Kilbourne              | The Club Giant Squid   | [ 14 ] |
| "Menea"                                              | 2013 | P3culiar                  | Role Play              | [ 15 ] |
| "Truth Tella"                                        | 2013 | L S D X O X O             | S O F T C O R E        |        |
| "Saki Bomb"                                          | 2014 | Saint                     | Muscle Memories        | [ 16 ] |
| "A Minute with Cakes"                                | 2014 | Mykki Blanco              | Gay Dog Food           |        |
| "Bind That Bitch"                                    | 2014 | L S D X O X O             | W H O R E C O R E      | [ 17 ] |
| "Cold Wintour"                                       | 2015 | L S D X O X O             |                        | [ 18 ] |
| "Hot F*ck No Love"                                   | 2016 | Clipping.                 | Wriggle                | [ 19 ] |
| "What's Goodie"                                      | 2016 | Injury Reserve            | Floss                  | [ 9 ]  |
| "Look at Me"                                         | 2018 | Madeaux                   | Burn                   |        |
| "Catch the Beat" (Black Catcher Vocal de Derrick)    | 2018 | Honey Dijon               | Xtra                   |        |
| "Catch the Beat" (Remix I'm Carrying de Honey Dijon) | 2018 | Honey Dijon               | Xtra                   |        |
| "GTFU"                                               | 2019 | Injury Reserve            | Injury Reserve         | [ 20 ] |

## Filmografia

### Televisão
| Ano  | Título                  | Função    | Notas                                     | Ref.   |
| ---- | ----------------------- | --------- | ----------------------------------------- | ------ |
| 2014 | Cakes Da Killa: NO HOMO | Ele mesmo | Curta-metragem dirigido por Ja'Tovia Gary | [ 21 ] |
| 2019 | Ritmo + Fluxo           | Ele mesmo | Episódio 2                                |        |

### Videoclipes
| Título                                         | Ano  | Diretor (es)               | Ref.   |
| ---------------------------------------------- | ---- | -------------------------- | ------ |
| "Whistle (Beat It Up)"                         | 2012 | Alana Peters               | [ 22 ] |
| "Cuntspiracy"                                  | 2013 | Sean Anthony               | [ 23 ] |
| "Goodie Goodies"                               | 2013 | Ja'Tovia Gary              | [ 24 ] |
| "Eu dirijo este clube"                         | 2014 | ZU                         | [ 25 ] |
| "Truth Tella"                                  | 2014 | Ministro Akins             | [ 26 ] |
| "Give It To Me" (Astrolith com Cakes da Killa) | 2014 | Mark Lovato e Gella Zefira | [ 27 ] |
| "Living Gud, Eating Gud"                       | 2014 | Jason Ano                  | [ 28 ] |
| "Mixed Messages"                               | 2015 | Mark Lovato e Gella Zefira | [ 29 ] |
| "Get 2 Werk Remix" (com Rye Rye )              | 2015 | Desconhecido               | [ 30 ] |
| "New Phone, Who Dis?"                          | 2016 | Noah Breakfast             | [ 31 ] |
| "Talkin Greezy"                                | 2016 | Nico Bovat                 |        |
| "Been Dat Did That (360 VR)"                   | 2016 | Mark Lovato e Gella Zefira |        |
| "Got Blow" (com Rye Rye)                       | 2017 | Desconhecido               |        |
| "Luv Me Nots"                                  | 2020 | Ohoto NYC                  | [ 32 ] |
| "DON DADA"                                     | 2020 | dayday                     |        |